# 宝曲 〜T-SQUARE plays THE SQUARE〜
『宝曲 〜T-SQUARE plays THE SQUARE〜』（たからのうた ティー・スクェア・プレイズ・ザ・スクェア）はT-SQUARE通算1枚目のセルフカバー・アルバム。
2010年10月27日にリリースされた。

## 解説
『TRUTH』『OMENS OF LOVE』『宝島』といったTHE SQUARE時代の楽曲を2010年当時のメンバー（安藤正容、伊東たけし、河野啓三、坂東慧）で再録音したセルフカバー・アルバム第1弾。サポートベーシストとしてレギュラーの田中晋吾に加えて歴代メンバーから田中豊雪と須藤満が参加した。
初回限定盤は3D BOXジャケット仕様となっている。

## 収録曲
1. OMENS OF LOVE - 和泉宏隆作曲
オリジナルは『R・E・S・O・R・T』（1985年）収録。
2. 宝島 - 和泉宏隆作曲
オリジナルは『S・P・O・R・T・S』（1986年）収録。
3. ハワイへ行きたい - 安藤正容作曲
オリジナルは『脚線美の誘惑』（1982年）収録。
4. LITTLE POP SUGAR - 安藤正容作曲
オリジナルは『Rockoon』（1980年）収録。
5. TOMORROW'S AFFAIR - 安藤正容作曲
オリジナルは『Rockoon』（1980年）収録。
6. MIDNIGHT LOVER - 安藤正容作曲
オリジナルは『Midnight Lover』（1978年）収録。
7. ALL ABOUT YOU - 安藤正容作曲
オリジナルは『ADVENTURES』（1984年）収録。
8. TRUTH - 安藤正容作曲
オリジナルは『TRUTH』（1987年）収録。
9. 脚線美の誘惑 - 安藤正容作曲
オリジナルは『脚線美の誘惑』（1982年）収録。
10. DANS SA CHAMBRE - 安藤正容作曲
オリジナルは『YES,NO.』（1988年）収録。
11. IT'S MAGIC - 安藤正容作曲
オリジナルは『MAGIC』（1981年）収録。
12. FORGOTTEN SAGA - 和泉宏隆作曲
オリジナルは『R・E・S・O・R・T』（1985年）収録。

## ミュージシャン
- T-SQUARE
  - 安藤正容 -  Acoustic Guitar, Electric Guitar
  - 伊東たけし - Alto Sax, EWI
  - 河野啓三 - Acoustic Piano, Keyboards
  - 坂東慧 - Drums

- Guest Musicians
  - 田中豊雪 - Electric Bass (M3,7,9,11)
  - 須藤満 - Electric Bass (M1,4,8,10,12)
  - 田中晋吾 - Electric Bass (M2,5,6)